# Tibor Deliman
Tibor Deliman (16. únor 1930 – 28. srpna 1969, Košice) byl slovenský silniční motocyklový závodník.

## Závodní kariéra
Závodil od roku 1948 na motocyklech NSU, Walter, ČZ, ESO a Jawa. Byl mnohonásobným mistrem Slovenska a v mistrovství Československa ve třídě do 175 cm³ získal dvakrát druhé místo. Jím upravená ČZ 175 cm³ byl ve své době ve třídě nejrychlejší v Československu. Zemřel na následky havárie na závodech v Budapešti, kde ho údajně soupeř vytlačil z trati.

## Úspěchy
- Dvakrát druhé místo na mistrovství Československa třídě do 175 cm³
- 300 ZGH
  - 1964 3. místo do 250 cm³
  - 1965 1. místo do 175 cm³ a 3. místo do 250 cm³
  - 1968 2. místo do 250 cm³